# Rosselle
Pour les articles homonymes, voir Rosselle (homonymie).
La Rosselle (en allemand : Rossel) est une rivière française et allemande qui coule dans le département de la Moselle en France et dans le land de Sarre en Allemagne. C'est un affluent de rive gauche de la Sarre, donc un sous-affluent du Rhin par la Moselle.

## Hydronymie
- Russella et Rusella (1544), Rosseln (1594), Rousselle (1683).

## Géographie
La Rosselle prend sa source à Longeville-lès-Saint-Avold, près du lieu-dit Lorentzberg, à 309 m d'altitude, dans le département de la Moselle en France, juste au sud de la commune de Boucheporn.
Elle forme la frontière entre la France et l'Allemagne entre Morsbach et Petite-Rosselle en France et Großrosseln en Allemagne. Elle se jette peu après dans la Sarre, en Allemagne, aux environs de Völklingen. Sa longueur totale est de 38 kilomètres, dont 32,8 en France.

### Communes et cantons traversés
La Rosselle traverse les treize communes françaises de Longeville-lès-Saint-Avold (source), Boucheporn, Saint-Avold, Macheren, Betting, Hombourg-Haut, Freyming-Merlebach, Béning-lès-Saint-Avold, Cocheren, Rosbruck, Morsbach, Forbach, Petite-Rosselle.
En Allemagne la Roselle est voisine des lieux-dits Ludweiler, Klarenthal et donc des communes de Großrosseln, Völklingen et Sarrebruck.

### Toponymes
La Rosselle a donné son hydronyme à la commune de Petite-Rosselle, ainsi qu'à la commune allemande de Großrosseln (allemand : Rossel).

## Affluents
En France, la Rosselle a huit affluents référencés :
- le Muehlegraben (rd),
- le Maimattbach (rd),
- le Katharinenbach ou ruisseau de Sainte-Catherine (rd),
- le Dotelbach (rd),
- la Merle (ruisseau) (rg),
- le Kochernbach ou ruisseau de Cocheren (rd), avec un affluent :
  - le ruisseau le Wimbornbach,
- le Morsbach (rd),
- le Muhlbach.

Géoportail signale aussi :
- le Schafbach (rd), sur la frontière franco-allemande ;
- le Lauterbach (rg), qui conflue en Allemagne.

Le rang de Strahler est donc de trois.

## Hydrologie

### La Rosselle à Petite-Rosselle
La Rosselle est une rivière moyennement abondante. Son débit a été observé sur une période de 41 ans (1966-2006), à Petite-Rosselle, localité du département de la Moselle, située peu avant la frontière allemande. Le bassin versant de la rivière y est de 190 km2, c'est-à-dire plus de 90 % de sa totalité.
Le module de la rivière à Petite-Rosselle est de 1,89 m3/s.
La Rosselle présente des fluctuations saisonnières de débit peu marquées, à l'inverse de la plupart des cours d'eau lorrains. Les hautes eaux se déroulent en hiver et portent le débit mensuel moyen à un niveau situé entre 2,39 et 2,53 m3/s, de décembre à février inclus (avec un maximum très léger en février). Dès le mois de mars, le débit baisse lentement jusqu'aux basses eaux d'été qui ont lieu de juin à octobre, entraînant une baisse du débit moyen mensuel allant jusqu'à 1,50 m3/s au mois de septembre. Mais les fluctuations peuvent être plus prononcées sur de courtes périodes et variables selon les années.

### Étiage ou basses eaux
À l'étiage, le VCN3 peut baisser jusque 0,970 m3/s, en cas de période quinquennale sèche, soit plus de la moitié de son module, ce qui peut être considéré comme restant très abondant pour ce petit cours d'eau, et représente un profil très différent des autres cours d'eau lorrains.

### Crues
Les crues cependant peuvent être importantes compte tenu de la taille assez exigüe du bassin. Les QIX 2 et QIX 5 valent en effet respectivement 12 et 18 m3/s. Le QIX 10 est de 22 m3/s, le QIX 20 de 25 m3/s. Quant au QIX 50, il se monte à 30 m3/s.
Le débit instantané maximal enregistré à Petite-Rosselle a été de 18,6 m3/s le 21 décembre 1993, tandis que la valeur journalière maximale était de 24,5 m3/s le 31 décembre 1978.

### Lame d'eau et débit spécifique
Au total, la Rosselle est une rivière très régulière, sauf crues exceptionnelles, et assez abondante dans le contexte des rivières du plateau lorrain. La lame d'eau écoulée dans son bassin est de 314 millimètres annuellement, ce qui est presque égal à la moyenne d'ensemble de la France tous bassins confondus (320 millimètres par an), mais reste très inférieur à la moyenne du bassin de la Moselle (445 millimètres à Hauconcourt en aval de Metz). Le débit spécifique de la rivière (ou Qsp) se monte dès lors à 9,9 litres par seconde et par kilomètre carré de bassin.

## Qualité de l'eau
En 2006, l'Agence de l'Eau Rhin-Meuse attribuait à l'eau de la Rosselle, analysée au niveau de Petite-Rosselle, la qualité générale de "mauvaise" (catégorie 3), à l'instar de l'année précédente, mais en légère amélioration par rapport aux années 2002-2004 où sa qualification était "très mauvaise" (catégorie M). Tout au long de la décennie 1997-2006, la qualité de l'eau de la rivière a oscillé entre "mauvaise" et "très mauvaise" et les progrès semblent fort lents. Quoique globalement en baisse par rapport aux années 1990, la teneur en ion ammonium ou NH4+ a effectué un bond dans le mauvais sens en 2006, et se situait à un niveau quinze fois trop élevé pour mériter ne fût-ce que la mention "passable". La demande chimique en oxygène (DCO), elle aussi en hausse très nette, atteint à nouveau la limite où l'on devra requalifier la qualité de l'eau de la rivière en "très mauvaise". À noter que le taux de saturation en oxygène atteignait le triste record de 34 % en 2006 contre 70 % nécessaire pour obtenir la mention "bonne" et correspondait à la teneur en oxygène inquiétante de seulement 2,7 milligrammes par litre, en forte baisse depuis 2004.

## Patrimoine - Curiosités - Tourisme